# كركولكسان (مقاطعة غيلانغرب)
كركولكسان (بالفارسية: کرکول‌کسان) هي قرية تقع في كرمانشاه في إيران. يقدر عدد سكانها بـ 261 نسمة بحسب إحصاء 2016.